# Glaciar Buxton
Glaciar Buxton (en inglés: Buxton Glacier) es un glaciar que fluye del noreste entre Glaciar Heaney y Glacier Cook, en la costa norte de la isla de Georgia del Sur, al sur de Monte Bolo y en cercanías del Glaciar Ross. El glaciar de Buxton está situado en la Bahía San Andrés.

## Descubrimiento
Fue nombrado por el Comité deLugares Geográficos Reino Unido en la Antártica en 1987 después de tres miembros de la familia Buxton: Aubrey Buxton, Pamela María Birkin, y su hija Cindy Buxton, quien visitó Georgia del Sur en marzo de 1982.

## Flora y fauna
Hay una colonia de pingüinos rey cerca del puerto del Glaciar en la Bahía San Andrés. Esta colonia de cría cuenta con más de 100.000 pingüinos. Debido a que el ciclo de reproducción de larga, la colonia está ocupada continuamente.